# Anell A

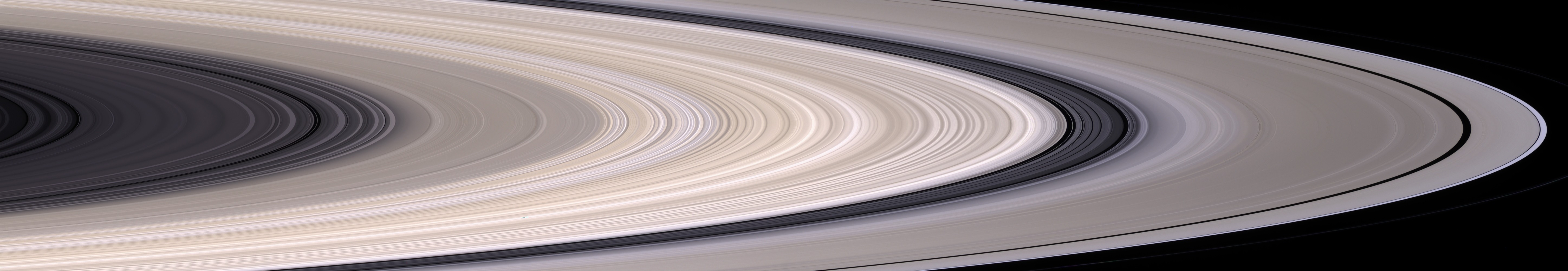
Anells de Saturn

L'anell A és un dels anells de Saturn. És el més extern dels dos anells grans, més lluminosos. El seu límit intern és la divisió de Cassini i el seu límit exterior el perfila l'òrbita de la xicoteta lluna pastora Atles. L'anell A està dividit en dos prop del seu cantell exterior per la divisió d'Encke, que és causada per la presència del satèl·lit pastor Pan. Una altra divisió més xicoteta, la divisió Keeler, es manté gràcies a la lluna S/2005 S 1.
Si comparem l'anell A amb l'anell B, el A no mostra trets que es destaquen i brilla uniformement, si bé presenta diverses característiques distintives, estretes i discretes, en les seves regions més externes. D'una banda, la divisió d'Encke, fosca i relativament buida, amb una amplària d'uns 350 quilòmetres, conté dos o tres anells irregulars, xicotets i estrets, formats per partícules xicotetes. Les imatges preses mostren que eixos anells d'escassa grandària tenen arrugues o plecs que recorden els detectats en l'anell F. La divisió d'Encke està confinada per quatre bandes pocs corrents, amb estructura irregular i ondulada causades per l'acció del satèl·lit Pan.
A major distància de Saturn, la vora exterior de l'anell A presenta moltes bandes estretes, d'amplària pròxima als 20 quilòmetres, en les quals abunden partícules xicotetes. L'espaiat entre les bandes decreix cap a l'exterior. La vora externa de l'anell A està molt definida. També ací proliferen partícules xicotetes.